# Sylvia Hoffman
Sylvia Hoffman (n. 29 iunie 1989) este o sportivă ce a reprezentat Statele Unite ale Americii, medaliată olimpică. A participat la o ediție a Jocurilor Olimpice (2022) în care a câștigat o medalie de bronz.

## Participări
Lista de mai jos prezintă principalele competiții la care a participat Sylvia Hoffman de-a lungul carierei.
- Bob la Jocurile Olimpice de iarnă din 2022 - Dublu (feminin)